# Майер, Фридрих (офицер СС)
Фридрих Хуго Майер (нем. Friedrich Hugo Meyer; 3 декабря 1912, Дортмунд, Германская империя — 21 июля 2001, Мюнстер, Германия) — гауптштурмфюрер СС, командир части зондеркоманды 7а айнзацгруппы B.

## Биография
Фридрих Майер родился 3 декабря 1912 года в семье машиниста. После сдачи экзамена на аттестат зрелости в 1932 году изучал в Марбурге, Мюнстере и Бетеле протестантскую теологию, однако бросил учёбу во время зимнего семестра 1937 и 1938 года. 25 апреля 1933 года присоединился к Штурмовым отрядам (СА). 1 мая 1937 года вступил в НСДАП (билет № 4685396). Впоследствии работал в газете Bochumer Anzeiger, куда был принят 13 ноября 1938 года и посещал вечернюю торговую школу. В 1940 году был зачислен в ряды СС.
С конца 1940 и до начала 1943 года изучал право в Мюнстере, Франкфурте-на-Майне и Берлине. В мае 1941 года был отправлен в школу пограничной полиции в Прече и присоединился к зондеркоманде 7а. В качестве командира части подразделения участвовал в расстреле 200 евреев в Витебске. После возвращения в Германию продолжил обучение и работал стажёром в 1943 году в окружной администрации в Штарнберге и при правительстве Мюнхена. В апреле 1943 года был переведён в имперскую школу полиции безопасности и СД в Праге. В 1944 году стал учётным инструктором в ведомстве полиции безопасности в Страсбурге.
После окончания войны работал в Фройденберге резчиком по дереву. В середине 1948 года переехал в Дортмунд, где сначала работал в автопарке британского подразделения и впоследствии в гражданской администрации 10-го противотанкового полка британской армии. 18 июня 1949 года денацификационная палата в Дортмунде классифицировала Майера как «освобождённого». С 24 августа 1950 года был госслужащим. С декабря 1953 года и до начала 1956 года служил в уголовной полиции в Эссене. В 1956 году стал комиссаром уголовной полиции и в следующем году был переведён в качестве инструктора в полицейский институт в Хильтрупе, где он не только обучал офицеров уголовной полиции со всей Германии, но и был преподавателем и куратором для слушателей учебных курсов из Афганистана, Ирана и Китая. В деле против Альфреда Фильберта был заслушан в качестве свидетеля. 1 декабря 1961 года был переведён в уголовную полицию Бохума. 16 февраля 1962 года был арестован. 22 декабря 1966 года земельным судом Эссена был приговорён к двум годам заключения в тюрьме строгого режима. Срок заключения в следственном изоляторе был засчитан, и наказание считалось отбытым.